# Los 4 ases
Los 4 ases es una serie de historieta realizada por el francés Georges Chaulet y el belga François Craenhals. En un principio era una serie de novelas destinadas a un público juvenil, que hablaba de las aventuras de cuatro adolescentes y su perro. En 1962 los autores propusieron a la editorial Casterman la adaptación de la serie al cómic. Pertenece al estilo de historieta llamado "línea clara".

## Personajes
- Lastic: Deportista y apasionado por la mecánica, es el estereotipo de héroe de los años 60. En muchas ocasiones ejerce como líder del grupo.
- Dina: Es la chica del grupo, responde al arquetipo de muchacha coqueta.
- Doct: Es el intelectual. Es frecuente que aparezca leyendo o recitando citas clásicas.
- Bouffi: Personaje con sobrepeso que siempre está comiendo.
- Oscar: Es el perro. Al contrario que en otras historietas como Tintín o Asterix nunca adquiere un gran protagonismo.

## Volúmenes en español
En español solamente se han publicado los nueve primeros volúmenes (en francés la serie ha llegado al número 43) por la editorial Oikos-tau.
- Los 4 ases y la serpiente de mar
- Los 4 ases y el aerodeslizador
- Los 4 ases y la vaca sagrada
- Los 4 ases y el fantasma
- Los 4 ases y el curucú
- Los 4 ases y la copa de oro
- Los 4 ases y el dragón de las nieves
- Los 4 ases y el rally olímpico
- Los 4 ases y la isla de Robinson

Posteriormente, Editorial Juventud reeditaría el primero de ellos. Existen dudas de si llegó a reeditar el segundo.